# Frederikssund Gymnasium og HF
Frederikssund Gymnasium og HF er et mindre gymnasium beliggende i Frederikssund. Gymnasiet har 500 elever og beskæftiger 50 lærere.
Indtil 2006 var navnet Frederikssund Amtsgymnasium. I 2014 ændredes navnet til Frederikssund Gymnasium og HF efter at gymnasiet igen oprettede HF.

## Studieretninger
STX - Almen Studentereksamen
HF - Højere Forberedelseseksamen
HTX - Højere Teknisk Eksamen

## Kendte studenter
- 1976: Morten Meldgaard, lic.scient. i zoologi fra Københavns Universitet og museumsdirektør samt adjungeret professor i arktisk miljøhistorie ved Syddansk Universitet
- 1981: Lotte Henriksen, cand.scient.adm. fra Roskilde Universitetscenter og politiker, tidligere MF